# Mount Rosenthal
Mount Rosenthal ist ein 1840 m hoher Berg im Ellsworthgebirge des westantarktischen Ellsworthland. Er ragt etwa 5,5 km nordwestlich des Moulder Peak am nördlichen Ende der Liberty Hills in der Heritage Range auf.
Das Advisory Committee on Antarctic Names benannte ihn 1966 nach Lieutenant Commander Ronald Rosenthal benannt, der als Navigationsoffizier der Douglas DC-3/LC-47J Spirit of McMurdo am 2. Februar 1966 beim Absturz der Maschine auf das Ross-Schelfeis ums Leben gekommen war.